# Georg Løkkeberg
Georg Løkkeberg (20 de noviembre de 1909 – 19 de agosto de 1986) fue un actor teatral, cinematográfico y televisivo de nacionalidad noruega.  

## Biografía
Nacido en Fredrikstad, Noruega, Løkkeberg era hermano de la actriz Tore Segelcke. Durante la Segunda Guerra Mundial fue un activo resistente contra la ocupación alemana, participando en acciones de sabotaje contra la línea férrea Nordlandsbanen en Snåsa en 1945. 
Ya finalizada la guerra, entre 1945 y 1948 fue director teatral en Trondheim. También fue director del Teatro Den Nationale Scene desde 1948 a 1952. 
Georg Løkkeberg falleció en 1986 en Noruega. Había estado casado con la actriz Rønnaug Alten. Fue padre del director Pål Løkkeberg (1934-1998) .

## Filmografía (selección)
- 1978 : Sonata de otoño
- 1953 : Kvinnehuset
- 1951 : Bærende hav
- 1949 : Kvinner i hvitt
- 1940 : Pappa for en dag
- 1940 : Mannen som alle ville myrde
- 1940 : Vi tre
- 1940 : Bastard
- 1939 : Filmen om Emelie Högqvist
- 1939 : Familien på Borgan
- 1934 : Syndere i sommersol
- 1934 : Sangen om Rondane

## Teatro (selección)
- 1938 : Jeg kjenner deg ikke, de Aldo De Benedetti, Det Nye Teater[1]
- 1956 : Häxlek, de John Van Druten, dirección de Per-Axel Branner, Lisebergsteatern[2]
- 1957 : Vägen till Rom, de Robert E. Sherwood, dirección de Kurt-Olof Sundström, Norrköping-Linköping stadsteater
- 1957 : Natten till den 17 januari, de Ayn Rand, dirección de John Zacharias, Norrköping-Linköping stadsteater
- 1959 : Vid skilda bord, de Terence Rattigan, dirección de Per Gerhard, Vasateatern[3]